# Медаль РАН для молодых учёных (общая физика и астрономия)
Медали РАН с премиями для молодых ученых РАН, других учреждений, организаций России по направлению "2. Общая физика и астрономия"Сайт конкурса
Медалью награждались:

| Год  | ФИО | Организация                                                          | Работа |
| ---- | --- | -------------------------------------------------------------------- | --- |
| 2021 | к.ф.-м.н. Дурнев Михаил Васильевич                                                                                           | Физико-технический институт имени А. Ф. Иоффе РАН                    | «Фотогальванические эффекты в двумерных кристаллах и топологических изоляторах» |
| 2021 | к.ф.-м.н. Семена Андрей Николаевич, к.ф.-м.н. Мереминский Илья Александрович, Зазнобин Игорь Альбертович                     | Институт космических исследований РАН                                | «Сильнопеременные рентгеновские источники в обзоре неба телескопом ART-XC им. М.Н. Павлинского обсерватории СРГ: открытие новых и исследование уже известных транзиентов»                                  |
| 2015 | к.ф.-м.н. Лисенков Иван Викторович, к.ф.-м.н. Садовников Александр Владимирович                                              | Институт радиотехники и электроники имени В. А. Котельникова РАН     | «Спин-волновая динамика в магнонно-кристаллических и нерегулярных ферромагнитных микро- и наноструктурах»                                                                                                  |
| 2015 | к.ф.-м.н. Алексеев Павел Сергеевич                                                                                           | Физико-технический институт имени А. Ф. Иоффе РАН                    | «Магнетотранспорт и спин-зависимый транспорт в наноструктурах с высокой подвижностью» |
| 2014 | к.ф.-м.н. Заславский Владислав Юрьевич                                                                                       | Институт прикладной физики РАН                                       | «Использование двумерной распределенной обратной связи для генерации пространственно-когерентного излучения мощными релятивистскими электронными пучками»Физико-технический институт имени А. Ф. Иоффе РАН |
| 2014 | к.ф.-м.н. Дмитриев Константин Вячеславович, к.ф.-м.н. Поликарпова Наталия Вячеславовна, к.ф.-м.н. Ширгина Наталья Витальевна | Московский государственный университет имени М.В. Ломоносова         | «Нелинейная акустика неоднородных сред и акустических метаматериалов» |
| 2013 | д.ф.-м.н. Глазов Михаил Михайлович                                                                                           | Физико-технический институт имени А. Ф. Иоффе РАН                    | «Когерентная спиновая динамика электронов в наноструктурах» |
| 2013 | к.ф.-м.н. Кошелев Максим Александрович, Серов Евгений Александрович                                                          | Институт прикладной физики РАН                                       | «Прецизионная лабораторная спектроскопия легких молекул и молекулярных комплексов» |
| 2012 | кандидату физико-математических наук Комиссаровой Татьяне Александровне                                                      | Физико-технический институт им. А.Ф. Иоффе Российской академии наук  | «Электрофизика нитрида индия - металл/полупроводникового композитного соединения» |
| 2012 | к.ф.-м.н. Бодров Сергей Борисович, Иляков Игорь Евгеньевич, Фадеев Даниил Александрович                                      | Институт прикладной физики РАН                                       | «Разработка эффективных методов генерации и детектирования коротко-импульсного терагерцового излучения и их практическое приложение»                                                                       |
| 2011 | к.ф.-м.н. Господчиков Егор Дмитриевич, к.ф.-м.н. Скалыга Вадим Александрович                                                 | Институт прикладной физики РАН                                       | "Исследование взаимодействия мощного электромагнитного излучения с плотной сильнонеравновесной плазмой в условиях электронного циклотронного резонанса"                                                    |
| 2011 | д.ф.-м.н. Чилингарян Игорь Владимирович                                                                                      | Государственный астрономический институт им. П. К. Штернберга        | "Открытие и исследование компактных эллиптических галактик" |
| 2010 | к.ф.-м.н. Пширкову Максиму Сергеевичу                                                                                        | Пущинская радиоастрономическая обсерватория                          | «Исследование наблюдательных проявлений фундаментальной физики методами прецизионной астрометрии» |
| 2010 | к.ф.-м.н. Телегин Андрей Владимирович                                                                                        | Институт физики металлов Уральского отделения РАН                    | «Изучение эффектов взаимодействия высокочастотного электромагнитного излучения с магниторезистивным веществом на основе оксидов 3d и 4f металлов»                                                          |
| 2009 | д.ф.-м.н. Тарасенко Сергей Анатольевич                                                                                       | Физико-технический институт им. А.Ф.Иоффе РАН                        | “Оптическая ориентация и спиновые фототоки в полупроводниковых наноструктурах” |
| 2009 | к.ф.-м.н. Растегаев Денис Александрович                                                                                      | Специальная астрофизическая обсерватория РАН                         | “Самая низкометалличная четверная система субкарликов G89-14" |
| 2008 | к.ф.-м.н. Шалашов Александр Геннадиевич                                                                                      | Институт прикладной физики РАН                                       | “Электродинамика высокотемпературной плазмы в магнитных ловушках” |
| 2008 | к.ф.-м.н. Аргонов Виктор Юрьевич                                                                                             | Тихоокеанский океанологический институт имени В. И. Ильичёва ДВО РАН | “Нелинейная динамика атомов в лазерных полях” |
| 2007 | к.ф.-м.н. Штыковский Павел Евгеньевич, к.ф.-м.н. Цыганков Сергей Сергеевич, к.ф.-м.н. Кривонос Роман Александрович           | Институт космических исследований РАН                                | "Обзор всего неба в жестких рентгеновских лучах орбитальной обсерваторией ИНТЕГРАЛ" |
| 2007 | к.ф.-м.н. Богач Алексей Викторович                                                                                           | Институт общей физики им. А.М.Прохорова РАН                          | "Природа магнетизма и механизмы зарядового транспорта в соединениях с тяжелыми фермионами на основе церия"                                                                                                 |
| 2006 | к.ф.-м.н. Водопьянов Александр Валентинович, к.ф.-м.н. Пасманик Дмитрий Львович                                              | Институт прикладной физики РАН                                       | “Неравновесная плазма в магнитных ловушках пробочной конфигурации” |
| 2006 | к.ф.-м.н. Иванов Иван Анатольевич, к.ф.-м.н. Полосаткин Сергей Викторович, Суляев Юлий Сергеевич                             | Институт ядерной физики им. Г.И.Будкера СО РАН                       | “Эффект быстрого нагрева ионов до субтермоядерных температур в многопробочной плазменной ловушке” |
| 2005 | к.ф.-м.н. Карташов Даниил Валерьевич                                                                                         | Институт прикладной физики РАН                                       | «Экспериментальное и теоретическое исследование нелинейного взаимодействия мощного фемтосекундного лазерного излучения с газами и плазмой в диэлектрических капиллярах»                                    |
| 2005 | к.ф.-м.н. Карачинский Леонид Яковлевич, к.ф.-м.н. Новиков Иннокентий Игоревич                                                | Физико-технический институт им. А.Ф.Иоффе РАН                        | «Создание и исследование новых типов полупроводниковых лазеров на основе гетероструктур с квантовыми точками»                                                                                              |
| 2004 | к.ф.-м.н. Наумов Андрей Витальевич                                                                                           | Институт спектроскопии РАН                                           | «Спектроскопия одиночных молекул и фотонное эхо как методы исследования динамики сложных молекулярных систем»                                                                                              |
| 2004 | к.ф.-м.н. Короновский Алексей Александрович, к.ф.-м.н. Храмов Александр Евгеньевич                                           | Саратовский государственный университет им. Н.Г. Чернышевского       | «Исследование сложного поведения и синхронизации в распределенных системах и сис¬темах с малым числом степеней свободы»                                                                                    |
| 2003 | |                                                                      | |
| 2002 | |                                                                      | |
| 2001 | |                                                                      | |
| 2000 | |                                                                      | |